# Franz Xaver Huber
Pour les articles homonymes, voir Huber.
Franz Xaver Huber (né le 10 octobre 1755 à Bensen, mort le 25 juillet 1814 à Mayence) est un journaliste, satiriste et librettiste autrichien.

## Biographie
Huber était le fils de Johann Paul Huber, feldscher, et de son épouse Anna Maria. Il travaille d'abord à Prague et à partir de 1781 à Vienne en tant que journaliste.
Le 28 septembre 1797, il épouse la pianiste et compositrice Walburga Willmann à Vienne ; son témoin est Franz Xaver Süßmayr. À partir de 1804, il doit quitter l'Autriche en tant que membre du parti de Napoléon et vit dans différentes villes allemandes, dont Munich et Mayence.
En plus de son travail journalistique, il écrit plusieurs satires, ainsi que de nombreuses comédies et livrets pour des chants et des opéras, dont le texte de l'oratorio Christus am Ölberge de Ludwig van Beethoven.
L'identité du nom avec l'éditorialiste d'Innviertel Franz Xaver Huber, également né en 1755, crée une certaine confusion dans la littérature et surtout chez les lexicographes. Souvent, les œuvres de l'un sont attribuées à l'autre. Le chant et les comédies peuvent probablement être attibrués au Bohémien, à l'exception de Frater Felizians merkwürdiger Reise pour le Haut-Autrichien. On lui attribue aussi souvent à tort des pièces de théâtre de Ludwig Ferdinand Huber, car elles sont similaires dans le genre et sont également publiées à Vienne.

## Œuvres
- Religion und Priester. Essais. 3 parties. Prague & Vienne 1782.
- Der Bettelstudent, oder das Donnerwetter, ein Originallustspiel in 2 Aufzügen. Vienne 1785.
- Briefe aus Rom über die Aufklärung in Oesterreich. Aus dem Italiänischen von Zakkaria, päbstlichem Geheimschreiber, an seine geistlichen Freunde. Herausgegeben von einem Protestanten. Francfort et Leipzig 1785.
- Der Eselrit nach Holland. Ein Märchen fürs zwanzigste Jahrhundert. Goldbach 1785.
- Der auf den 24. August 1786 angekündigte Luftball in Augsbourg. Ein Heldengedicht in Knittelversen. Augsbourg 1786.
- Der blaue Esel. Eine Geschichte von einem gelehrten Maulthiere geschrieben. Roman. Leipzig 1786.
- Glaubensbekenntniß eines Christen gegen das Glaubensbekenntniß eines nach Wahrheit Ringenden [= Alois Blumauer]. Sinai und Golgotha [= Salzbourg] 1786.
- Frater Felizians merkwürdige Reise zum Kaiser Karl im Untersberg nächst Salzbourg. Mayr, Salzbourg 1787.
- Herr Schlendrian, oder der Richter nach den neuen Gesezen. Ein komischer Roman. Berlin 1787.
- Der Richter über den Herrn Schlendrian.  Ein ebenso komischer Roman als Herr Schlendrian selbst. Francfort & Leipzig 1787.
- Sonnenklarer Kommentar des sonnenklarsten Buchstabens der neuen Gesetze. Von Herrn Schlendrian, Obersten Richter zu Tropos. Berlin 1787.
- Lebensbeschreibung des weiland hochgelehrten, ehrengeachteten und kunstreichen Herrn Jodocus Rusch Philosophiae Kandidatus, und gewesenen Bettelrichter. Vienne & Leipzig 1788.
- Franklins freier Wille, ein Wink für denkende Menschen über die Macht des Zufalls. Leipzig, 1789.
- Sarkusa, oder das Land der Freiheit. Ein Märchen aus dem Monde anpassend für unsre Zeiten. Vienne 1791.
- Kann ein Schriftsteller, wie Herr Professor Hoffmann, Einfluss auf die Stimmung der deutschen Völker, und auf die Denkart ihrer Fürsten haben? An Herrn La Veaux, Verfasser des Strasburger französischen Couriers. Vienne 1792.
- Julchen, oder: Liebe Mädchen, spiegelt euch! Ein Original-Lustspiel in fünf Aufzügen. Vienne 1793.
- Die unvermuthete Entdeckung oder Nicht jeder Bräutigam ist so glücklich. Original-Lustspiel in 5 Aufzügen. Vienne 1795.
- Das unterbrochene Opferfest. Eine heroisch-komische Oper in 2 Aufzügen. Vienne 1796. Musique de Peter von Winter.
- Der Wildfang. Komische Oper in 2 A. Nach August von Kotzebue frey bearbeitet. Vienne 1797.
- Die edle Rache. Gesänge zur komischen Oper in zwey Aufzügen. Musique de Franz Xaver Süßmayr. 1799.
- Beytrag zur Characteristik und Regierungs-Geschichte der Kaiser Josephs II. Leopolds II. und Franz II. Zur Prüfung für die Zeitgenossen und zum Behufe für künftige Historio- und Biographen dieser Monarchen. Deferrières, Paris VIII [= 1799/1800].
- Der Bettelstudent. Eine komische Oper in 2 Aufzügen. Musique de Wenzel Müller. Vienne 1800.
- Die Karavane von Kairo. Heroisch-komische Oper in 3 Akten. Musique d'André-Ernest-Modeste Grétry. 1801.
- Soliman der zweite, oder die drei Sultaninnen. Ein Singspiel in zwei Aufzügen. Aus dem Französischen des Favart Vienne 1801. Musique de Franz Xaver Süßmayr.
- Samori. Eine große heroische Oper in 2 Akten. Musique de Georg Joseph Vogler. Vienne 1803.
- Christus am Oelberge. Oratorium. Musique de Ludwig van Beethoven. Vienne 1804.
- Der Zerstreute. Komische Oper in 3 Akten. Musique de Franz Teyber. 1805.
- Danaus. D'après Les Danaïdes d'Antonio Salieri. 1807.
- Die Prüfung. Ein Singspiel in zwey Aufzügen. Musique d'Adalbert Gyrowetz. 1813.

## Source de la traduction
- (de) Cet article est partiellement ou en totalité issu de l’article de Wikipédia en allemand intitulé « Franz Xaver Huber (Satiriker) » (voir la liste des auteurs).